# Mont Ponset
Le mont Ponset est un sommet du massif du Mercantour-Argentera culminant à 2 828 mètres d'altitude. Ce sommet s'élève au sein du parc national du Mercantour, sur la commune de Saint-Martin-Vésubie.

## Toponymie
Le nom du mont Ponset viendrait du provençal pounchu, qui veut dire « pointu », francisé et suivi du diminutif -et. Une autre hypothèse voudrait que le toponyme vienne du patronyme Pons, parce qu'un berger portant ce nom avait une cabane à l'ouest du mont : le jas Pons.

## Géographie

### Situation
Le mont Ponset fait partie d'une ligne de crête axée nord-sud, entre la cime du Gélas et la cime de la Vallette-de-Prals. Il se situe entre la vallée de la Vésubie à l'ouest et la vallée de la Gordolasque à l'est.

### Hydrographie
Le seul cours d'eau permanent venant du mont est le torrent du Ponset. Il prend sa source dans le cirque situé entre le mont Ponset et le mont Neiglier, et descend vers l'ouest à travers le vallon du Ponset pour se jeter dans la Vésubie.
Sur le versant est, les eaux de fonte forment des petits torrents que les pentes raides du mont Ponset entraînent vers la Gordolasque. La Vésubie et la Gordolasque sont toutes deux des affluents du Var.
Sur le versant ouest, un petit lac occupe le centre de la combe du Ponset, à une altitude de 2 280 m.

### Géologie
Le mont Ponset est composé de roches cristallines de type métamorphique.

### Flore et faune

#### Faune
- Bouquetin des Alpes : le mont Ponset est inclus dans une vaste zone accueillant environ 1 100 bouquetins, qui couvre le parc national français et le parc naturel des Alpes maritimes italien [4].
- Chamois

## Histoire
En 1974, le mont Ponset a servi de décor à une scène de la série La Cloche tibétaine.

## Alpinisme
Des randonnées pédestres partent de la Madone de Fenestre. Pour les randonneurs aguerris, le sommet est accessible par l'ouest, en montant par un couloir. Quelques blocs de rochers coincés dans ce couloir obligent à quelques pas d'escalade facile. Un accès plus abordable pour tous les randonneurs peut se faire par le sud, en remontant les cirques glaciaires encombrés de moraines situés entre le mont Ponset et le mont Neiglier.
Les alpinistes ont le choix entre plusieurs voies, dont l'arête complète de la Madone à l'ouest (petit Cayre - grand Cayre - Cayre Barel), ou l'arête nord-est en venant du Pas du mont Colomb, sur le GR52.
Les refuges les plus proches sont le refuge de Nice et celui de la Madone de Fenestre.